# Снука, Тамина
Сарона Моана-Мари Райхер Снука-Поламалу (англ. Sarona Moana-Marie Reiher Snuka-Polamalu; род. 10 января 1978, Ванкувер, Вашингтон) — американская женщина-рестлер. В настоящее время выступает в WWE на бренде SmackDown под именем Тамина.
Она является рестлером во втором поколении, будучи дочерью Джимми Снуки, члена Зала славы WWE.

## Актёрская карьера
Райхер дебютировала в кино, снявшись вместе со своим двоюродным братом Дуэйном Джонсоном в фильме «Геракл».

## Титулы и достижения
- Pro Wrestling Illustrated
  - № 19 в топ 50 женщин-рестлеров в рейтинге PWI Women’s 50 в 2012[5]
- Wrestling Observer Newsletter
  - Худная вражда года (2015) Команда PCB пр. Команды B.A.D. vs. Команды Белла[6]
  - Худший отработанный матч года (2013) с Эй Джей Ли, Аксаной, Алишей Фокс, Кейтлин, Розой Мендес и Саммер Рэй против Бри Беллы, Кэмерон, Евы Мари, ДжоДжо, Наоми, Натальи и Никки Беллы 24 ноября[7]
- WWE
  - Командный чемпион WWE среди женщин (1 раз) — с Натальей[8]
  - Чемпион 24/7 WWE (4 раза)[9]